# Buret (Belgique)
Pour les articles homonymes, voir Buret.
Buret (en luxembourgeois: Beirig/Beiricht) est un village de la ville belge de Houffalize située en Région wallonne dans la province de Luxembourg.
Buret est le diminutif de Boeur : cabane, maison, (du wallon bùre, germ. bùra et du suffixe -et: petit).
Jusqu'en 1977, il faisait partie de la commune de Tavigny.

## Lieux et monuments
Le village de Buret se divise en 4 quartiers, issus des développements successifs qui y sont survenus:
- la partie ancienne du village se trouve en contrebas de l'église actuelle, non loin du ruisseau ;
- "la Villette" est le quartier qui se développe à partir de l'église ;
- "le Chantier" s'est créé vers le sud et vers l'est lors des travaux de creusement du canal de Bernistap dans les années 1830 ;
- plus récemment, le quartier de "la Gare" s'est développé à la création de la ligne Bastogne-Gouvy (Ligne 163)[2].

### L'église Saint-Hubert
Citée en 1425, la chapelle de Buret est reconstruite vers 1698 et est consacrée en 1714. Elle est alors située dans le bas du village.
En 1884-1886, l'église Saint-Hubert, édifice néo-classique, est construite à son emplacement actuel. Elle sera restaurée en 1964.
La sacristie sera ajoutée en 1904.
Détachée de Boeur, elle devient une paroisse en 1934.

### L'école
L'école fut construite en 1871.

### Le presbytère
Le presbytère fut construit en 1903 par Charles Lesage de Houffalize pour la somme de 14 000 francs d'après le projet dressé par M. Cupper, architecte provincial à Bastogne.

### Le village disparu de Roset
Vers 1850 étaient encore signalées les ruines d'un village au lieu-dit "Roser" (Roset).
Le lieu-dit existe toujours mais l'emplacement du village est inconnu.
Le nom "Roset" provenant du germanique Raus ou roseau, le village devait être situé près d'un ruisseau.

### Bernistap
Au nord du village, se trouve la ferme, le canal et le tunnel de Bernistap.

### Le RAVeL
La ligne 163, ancienne ligne du chemin de fer belge de Bastogne à Gouvy, a été transformée en piste cyclable.

## Sites d'intérêt archéologique
- Le Tunnel et canal de Bernistap
- La chaussée romaine Reims-Cologne traverse le territoire de Tavigny aux environs de Boeur et de Buret.

## Événements
- Télévie de www.tavigny-solidarite.be

## Galerie

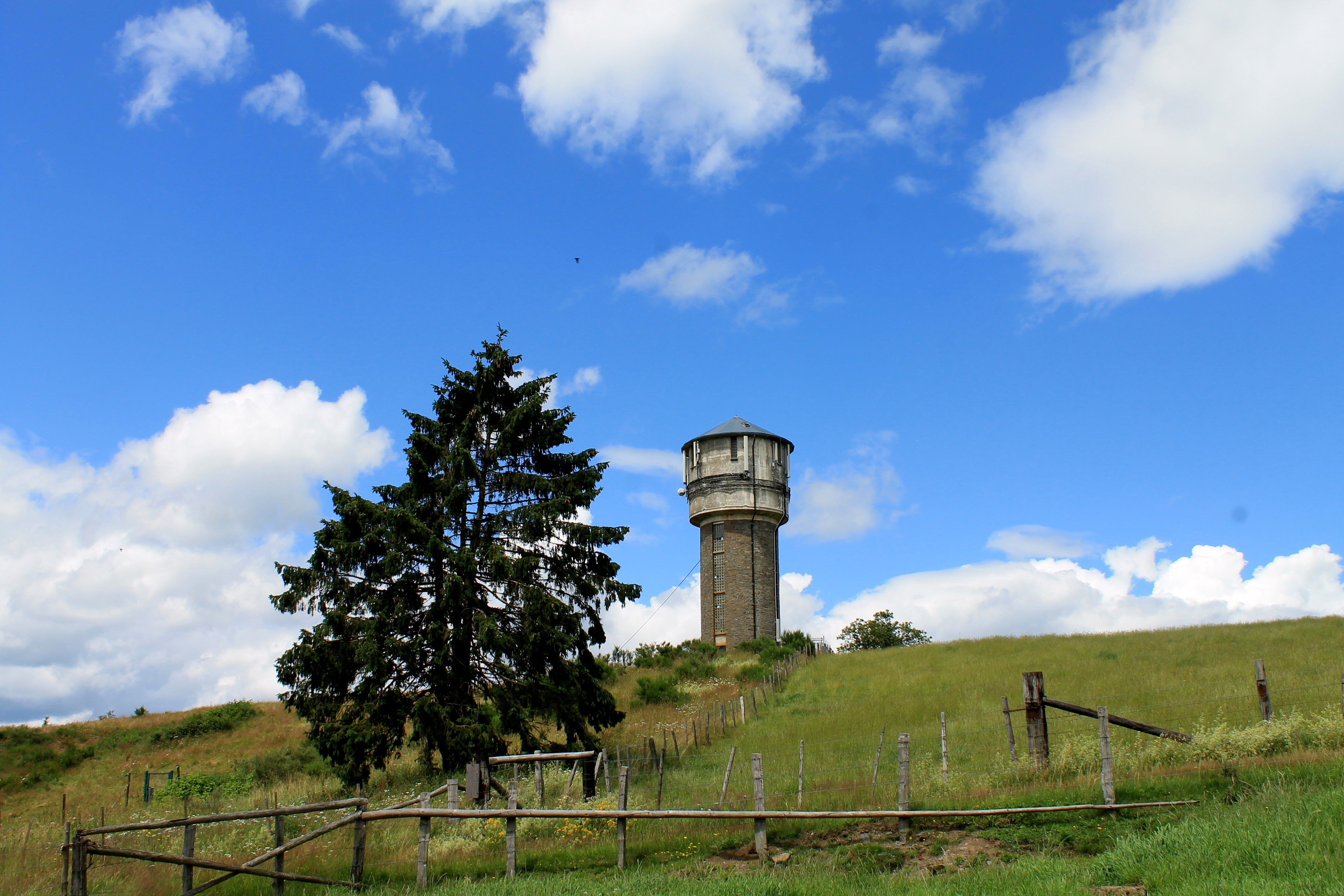
Le château d'eau
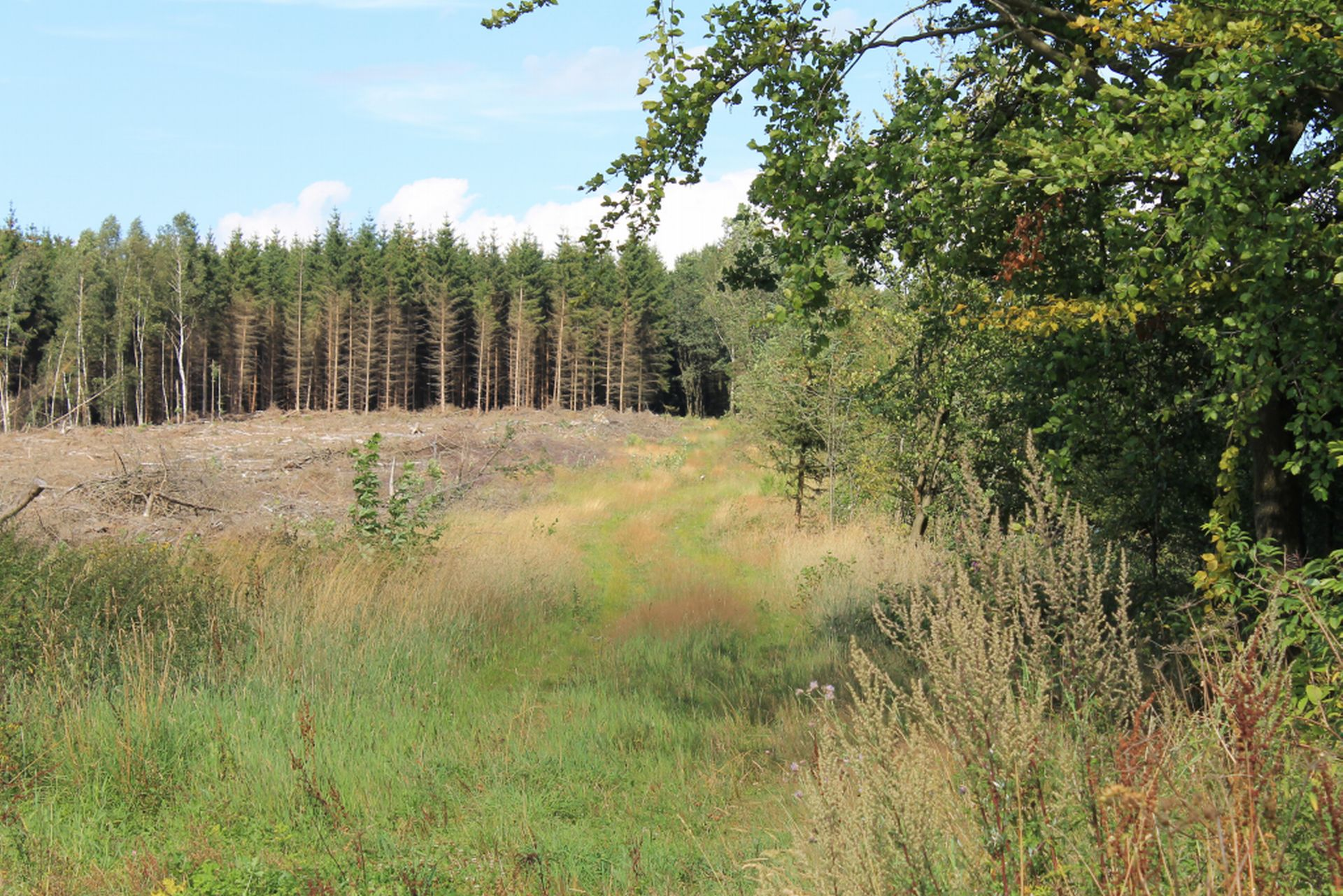
La chaussée romaine
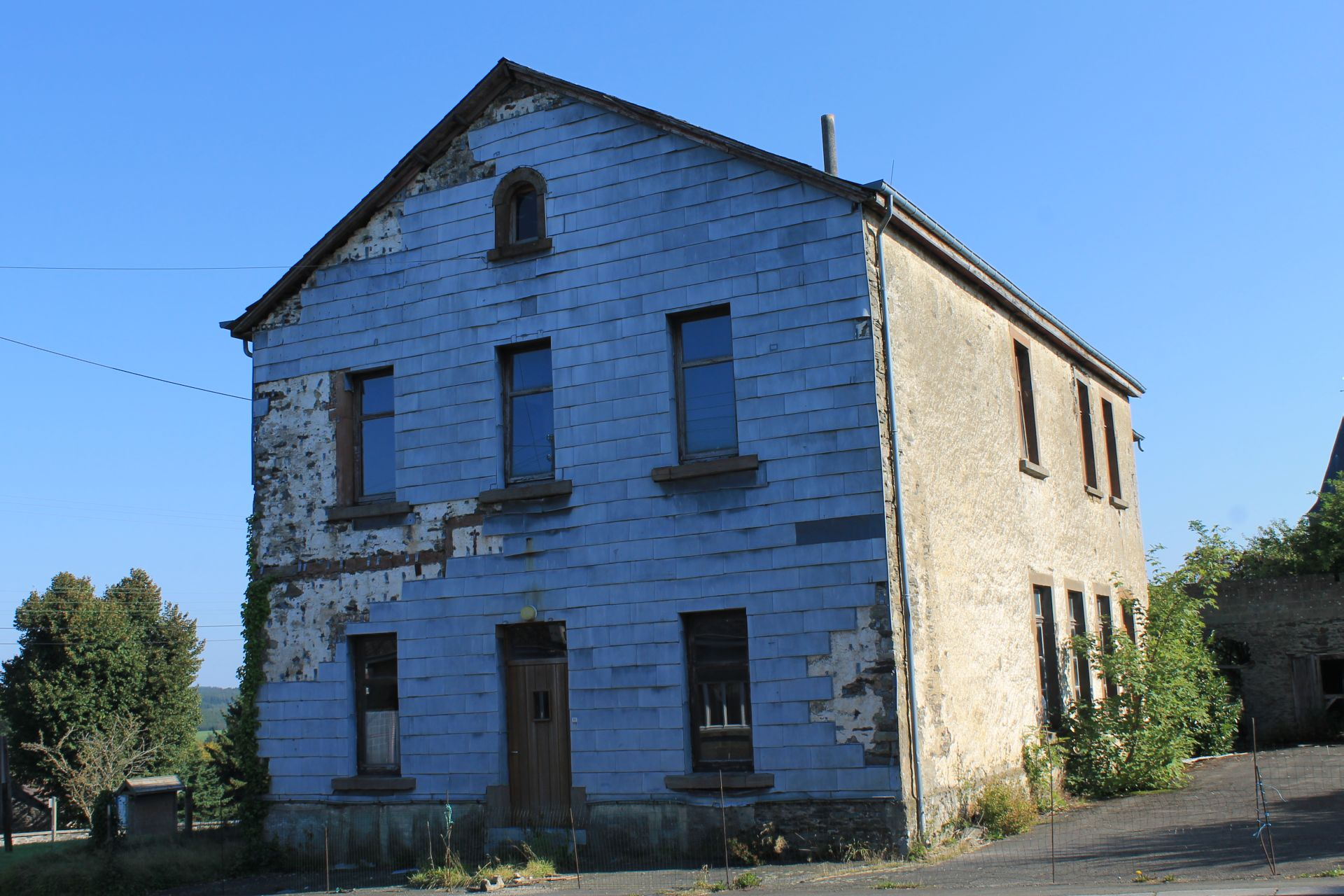
L'école de Buret
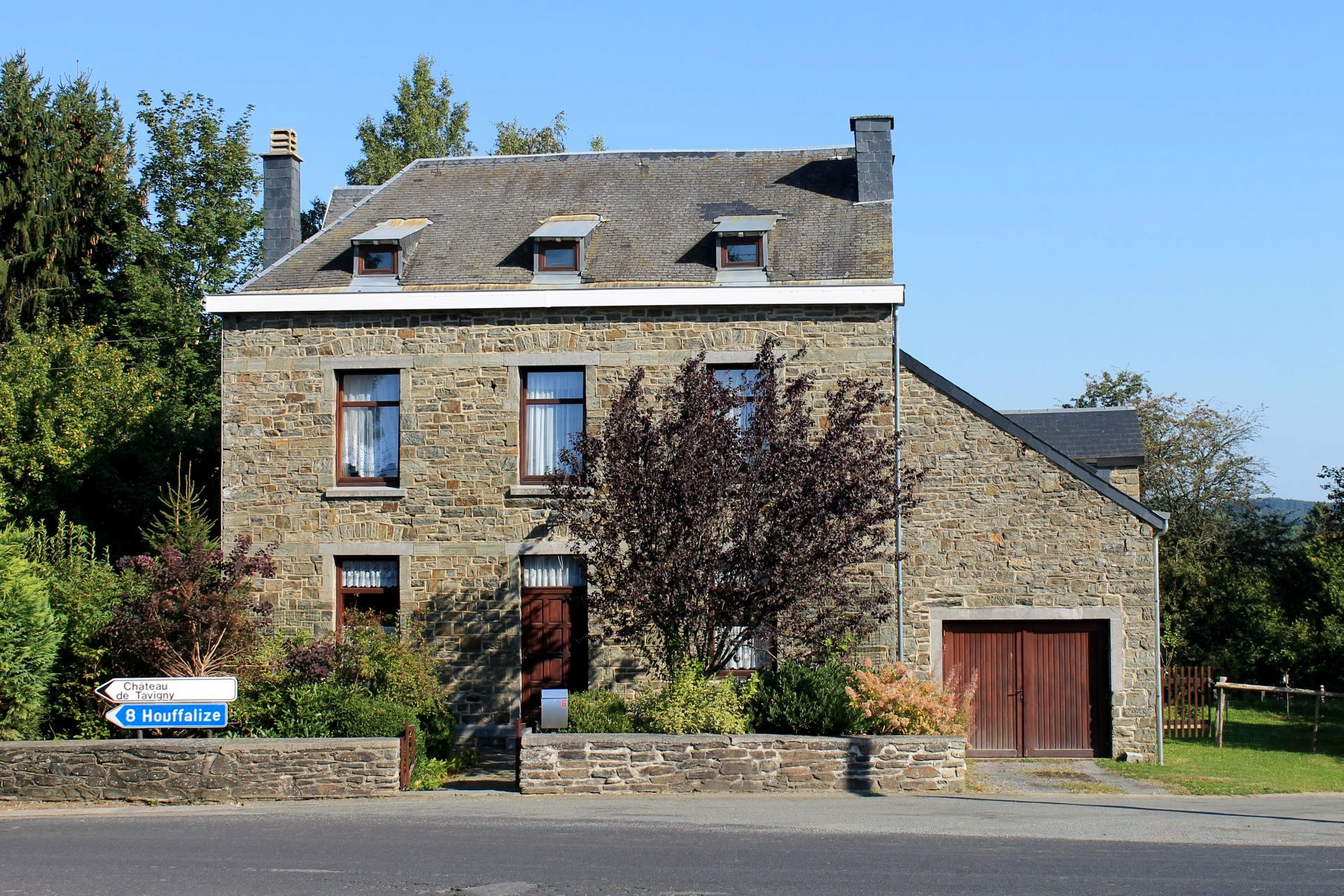
Le presbytère de Buret